# Thunderball (roman)
Thunderball is het negende James Bondboek geschreven door Ian Fleming. Het is tevens het eerste deel van de Blofeld-trilogie. Fleming baseerde het boek op het scenario van een mislukt James Bondfilmproject. De eerste verfilming van het boek kwam uit in 1965. Net als bij alle andere Bondverhalen van Ian Fleming, werd ook deze bewerkt tot een krantenstrip. Toen Fleming echter zijn verhaal The Living Daylights aan een concurrerende krant verkocht, werd de strip abrupt afgebroken.
Het boek is in het Nederlands uitgebracht met de titel Kalm Aan Mr. Bond.

## Verhaal
Omdat de levensstijl van James Bond niet bepaald gezond is, met veel roken en drinken, stuurt M hem naar het kuuroord Shrublands. In de kliniek ontmoet Bond een zekere graaf Lippe, die een vreemd teken op zijn pols draagt. Bond belt hierover naar het hoofdkwartier en ontdekt dat het een teken van een Tong-organisatie in Macau is. De graaf heeft Bond echter afgeluisterd, en vermoordt hem bijna door te knoeien met een apparaat dat de ruggengraat oprekt. Bond neemt wraak door Lippe in een stoombad op te sluiten, zodat de graaf met tweedegraads brandwonden in het ziekenhuis terechtkomt.
Wat Bond niet weet is dat graaf Lippe een agent is voor SPECTRE, een geheime organisatie, opgebouwd uit voormalige leden van spionagediensten en criminele organisaties. SPECTRE lanceert haar Plan Omega: het kapen van V-bomber met twee kernkoppen aan boord. Hiervoor werd de Italiaanse piloot Giuseppe Petacchi omgekocht, die met het vliegtuig naar de Bahama's vliegt, alwaar SPECTRE's plaatsvervangend leider, Emilio Largo, Petacchi vermoordt en de bommen weg laat voeren. SPECTRE eist hierna een losgeld van 100 miljoen pond sterling. Het plan is dus een succes, maar door Lippes grote fout moet het een week worden uitgesteld. Ernst Stavro Blofeld, het hoofd van SPECTRE, laat hem liquideren.
De Amerikaanse en Britse regeringen lanceren hierop Operatie Thunderball, maar houden zo veel mogelijk geheim. M besluit echter om Bond alles toe te vertrouwen, en hem naar de Bahama's te sturen. M doet dit op grond van pure logica: er zijn redenen om aan te nemen dat SPECTRE een Europese organisatie is, en de bommen dus niet in Europa zal laten ontploffen; vanuit de Bahama's is het makkelijk om de bommen te verbergen, en om ermee naar een grote stad te komen.
Op de Bahama's werkt Bond weer samen met Felix Leiter, die vanwege de noodtoestand weer is teruggeroepen bij de CIA. In Nassau maakt Bond ook kennis met Domino Vitali, de maîtresse van Largo. Zodra Bond hoort dat Largo met een internationale groep miljonairs op een soort schattenjacht is, begrijpt hij dat dit de hoge leden van SPECTRE zijn, die de operatie persoonlijk zijn komen uitvoeren. De mannen komen namelijk nauwelijks aan land. Uiteindelijk verleidt Bond Domino, waarna hij haar zo ver krijgt om Largo te bespioneren. Bovendien blijkt Domino de zus van de vermoorde piloot Petacchi. Met een Geigerteller komt ze aan boord van Largo's jacht, de Disco Volante. Largo krijgt haar echter door: hij neemt Domino gevangen en martelt haar.
Bond en Leiter hebben inmiddels hun superieuren ingelicht en zijn aan boord gegaan van een onderzeeër, om de Disco Volante te volgen naar de verstopplaats van de bommen. Een groot gevecht tussen beide partijen breekt uit. Als Bond op het punt staat om door Largo gedood te worden, verschijnt Domino, die Largo met een harpoen in zijn nek schiet. Later, in het ziekenhuis, vertelt Leiter dat een van de gearresteerde leden van SPECTRE, Professor Kotze, alles heeft opgebiecht. Bij de inval in hun hoofdkwartier in Parijs bleek Blofeld echter al gevlucht.